# Монос
«Монос» (англ. Monos) — міжнародна копродукційна воєнна драма 2019 року режисера Алехандро Ландеса, знята за його сценарієм, написаним у співавторстві з Алексісом Дос Сантосом, з Джуліанною Ніколсон і Мойзесом Аріасом у головних ролях. Події фільму розгортаються на вершині гори, де вісім озброєних партизанів стежать за заручником і коровою. Фільм вийшов у США 13 вересня 2019 року завдяки дистрибуції компаніями Neon і Participant, в Україні — 26 грудня 2019 року. Стрічка отримала схвальні відгуки критиків.
Світова прем'єра стрічки відбулась на кінофестивалі «Санденс» 26 січня 2019 року, на якому він здобув Спеціальну премію журі серед драматичних фільмів світового кінематографу. Стрічка стала учасником премії «Оскар» 2020 року від Колумбії у номінації «Найкращий фільм іноземною мовою» та 34-ї премії «Гойя» як найкращий іберо-американський фільм.

## Сюжет
На віддаленій колумбійській горі Монос, група командос, які називаються лише псевдонімами, виконує вправи з військової підготовки під час спостереження за військовополоненою Докторою (Ніколсон). Їх відвідує Посланець (Салазар), який спостерігає і закликає їх докладати більше зусиль. Двоє з Моноса, Леді (Квінтеро) та Вовк (Жиральдо) отримують дозвіл на романтичні стосунки від Посланця.
Леді та Вовк вступають у шлюбні стосунки. Подію галасно святкують і випадково вбивають корову Шакіру. Вбивця Пес потрапляє в одиночну камеру, а корову перетягують в табір, щоб розділити її на м'ясо. Ватажок Вовк, знаючи, що він буде нести відповідальність за смерть тварини, чинить самогубство. Всі вирішують захистити Пса, поклавши відповідальність на Вовка, який начебто вбив себе із сорому. Згодом Леді та Рембо (Буенавентура) мають сексуальний контакт. Після смерті Вовка на чолі загону стає Бігфут (Арія).
Базу атакують, і Доктора потрапляє під варту Шведки (Кастріллона), яка повідомляє їй, що її вб'ють, якщо сили супротивника спробують врятувати її. Поки вони наодинці, Доктора намагається розмовляти зі Шведкою і звернутися до її емоцій, кульмінацією цього стає поцілунок. Шведка віджартувалася від того, що сталося.
Наступного дня Бігфут оголошує, що Монос отримав перемогу в поєдинку та повернеться в джунглі. Незабаром після їхнього приїзду Доктора тікає. Розлючений Бігфут пошкоджує рацію та оголошує Монос незалежним від неназваної Організації, якій вони служать. Після того, як Доктора спіймана, Бігфут вимагає, щоб Рембо прикував бранця до дерева. Він робить це, але починає плакати, ще більше розлютивши Бігфута.
Посланець повертається, щоб перевірити Монос, змусивши їх виконувати виснажливі вправи та зізнатися про проступки один одного. Рембо дізнається про сексуальні стосунки Леді та Бігфута, які не отримали схвалення; Рембо зізнається, що Пес вбив Шакіру; Смурф (Руеда) розповідає, що Бігфут оголосив незалежність Моноса. Посланець забирає Бігфута, щоб його дії оцінили вище керівництво Організації. Однак, на човні, Бігфут стріляє в Посланця та повертається до табору в джунглі. Смурфа прив'язують до дерева як покарання за зраду.
Шведка бере Доктору поплавати і незабаром приєднується до неї в воді. Доктора використовує ланцюг, щоб задушити Шведку під водою, потім розриває свої кайдани каменем. Повернувшись на сушу, вона бачить прив'язаного Смурфа. Вона забирає його чоботи. Смурф благає взяти його з собою, але вона відмовляється.
Вночі Рембо намагається звільнити Смурфа, але Леді зупиняє; Рембо сам втікає, натрапляє на човен, де його ловить власник-золотошукач (Роман). Він відвозить Рембо до себе додому, де знайомить зі своєю сім'єю, а також прихищають. Монос відстежує Рембо та атакує будинок, вбивши чоловіка та його дружину. Рембо тікає. По телебаченню передають, що Доктору знайшли представники влади. Леді націлює свою зброю на трьох дітей подружжя, поки Бігфут, Бум Бум і Пес ганяються за Рембо. Рембо стрибає в річку, а потім його прибиває до берега. Військовий вертоліт підбирає Рембо. Пілоти передують, що вони знайшли невстановлену особу. Коли вертоліт прибуває в сусіднє місто, один з солдатів зв'язується зі своїм командиром і кілька разів запитує, що йому робити з полоненим. Сповнений сліз Рембо відчуває жах.

## У ролях
| Актор              | Роль        |
| ------------------ | ----------- |
| Джуліанн Ніколсон  | Доктора     |
| Мойзес Аріас       | Бігфут      |
| Софія Буенавентура | Рембо       |
| Хуліан Хиральдо    | Вовк        |
| Карен Кінтеро      | Леді        |
| Лаура Кастрільон   | Шведка      |
| Дейбі Руеда        | Смурф       |
| Еснайдер Кастро    | Бум Бум     |
| Пол Кубідес        | Пес         |
| Вільсон Салазар    | Посланець   |
| Хорхе Роман        | Золотошукач |

## Виробництво

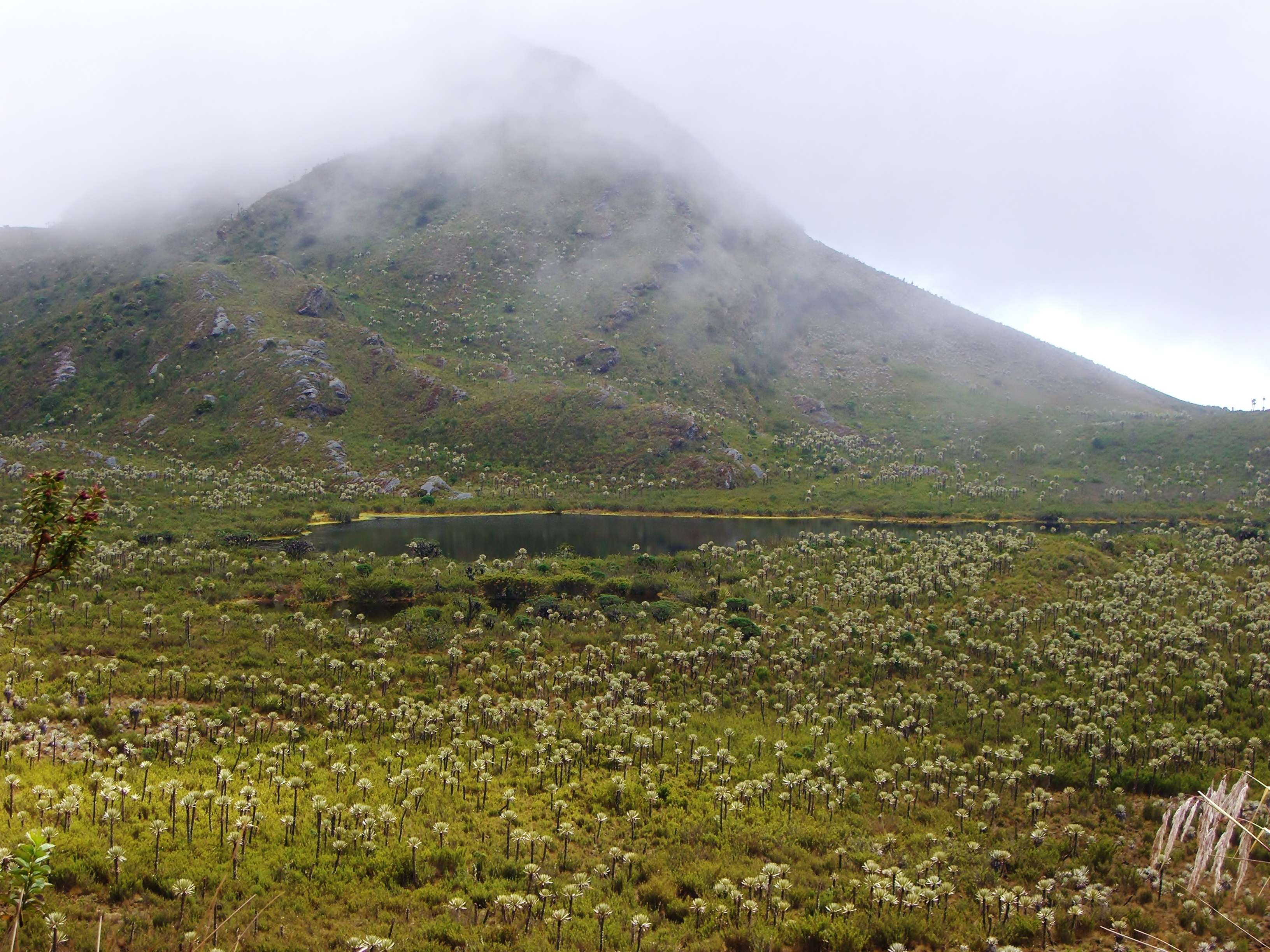
Національний природний парк Чингаза, де була знята перша частина фільму

Фільм був натхненний романами «Володар мух» Вільяма Голдінга та «Серце темряви» Джозефа Конрада. Крім того мали вплив стрічки «Іди і дивись» і «Красива робота». Хоча «Монос» — назва та кодове ім'я головного загону, воно означає «мавпи» з іспанської мови, префікс моно- грецького походження, що означає «сам» або «один» згідно Ландеса. Щодо теми солдатів-підлітків і колумбійського конфлікту, Ландес сказав: 
 У «Моносі» молодь — метафора Колумбії як нації; це молода країна, яка все ще шукає свою ідентичність, і мрія про мир є тендітною, нездійсненною та незгасаючою… Це етап у житті, на якому ми знаходимося між бажанням бути в компанії та настільки ж відчайдушним бажанням побути на самоті. «Монос» прагне викликати цей страх і конфлікт зсередини, а не створювати реакції жалості або обурення глядачів, зображуючи те, що можна сприймати як зовнішній конфлікт. 
 Фільм нетиповий у Латинській Америці, «Монос», зрештою, став копродукцією між вісьмома країнами за підтримки різних інституційних фондів. Описуючи процес фінансування, Ландес сказав: «Ми переважно пустили капелюх по колу. Я гадаю, у нас було близько половини бюджету, коли ми почали знімати».
Понад 800 дітей з усієї Колумбії розглядалися на головні ролі дітей-солдатів. Спочатку було обрано 20 — 30 для участі в тижневому таборі в горах, де вони отримали уроки акторської майстерності аргентинської актриси Інес Ефрон, а в другій половині дня проходили військову підготовку від Вілсона Салазара, який грає Посланця, і серед них було обрано остаточну вісімку. Салазар служив солдатом РЗСК з 11 до 24 років, Ландес знайшов його за програмою реінтеграції, яку Ландес відвідував. Спочатку Ландес співпрацював з Салазаром як консультант, пізніше його затвердили на роль Посланця. Роль Рембо, яку виконала Буенавентура, відома спочатку як Метт і була у сценарії для хлопчика, але Ландес змінив стать під час кастингу. «Монос» звернув увагу на першу появу у кіно головних акторів, не враховуючи Аріаса та Ніколсон. Кінтеро та Кастрільон мали акторський досвід у театрі, а Буенавентура та Жиральдо продовжують зніматися у фільмах після «Моноса».
Виробництво розпочалося наприкінці 2016 року і тривало дев'ять тижнів. Сцени в горах знімали в Національному природному парку Чингаза, за чотири години від Боготи та понад 4 000 метрів над рівнем моря. Сцени в джунглях знімалися біля річки Саман-Норте в департаменті Антіокія, у п'яти годинах від Медельїна. Донедавна через конфлікт джунглі вважалися занадто небезпечними для цивільних людей, тому залишились здебільшого недоторканими людиною. Мули перевозили їжу та спорядження для акторів та знімальної групи, колумбійська національна збірна каякерів допомогла знайти базовий табір, а сім'я незаконних золотошукачів побудувала військові намети. Підводні сцени знімалися за допомогою плавучих засобів, прикріплених до акторів, команда каякерів слідкувала за безпекою. Видатний підводний кінооператор Пітер Цуккаріні приєднався до знімальної групи на три-чотири дні. За словами кінооператор Джаспера Вулфа, обидві локації ніколи раніше не використовувалися для зйомок.

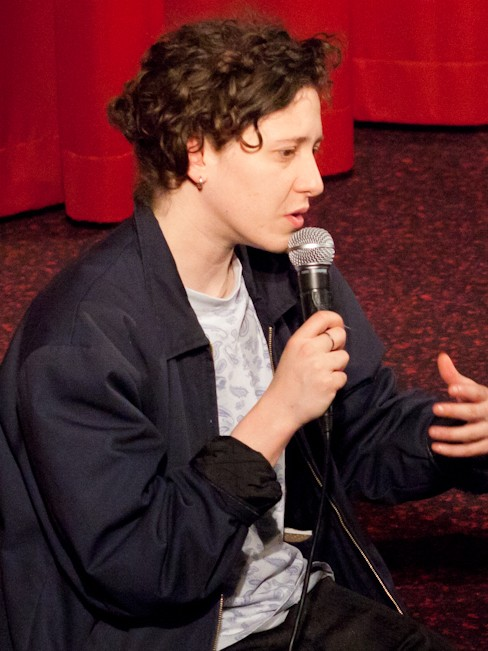
Міка Леві — автор музики.

«Монос» — четвертий фільм, музику до яких написала Міка Леві, попередні роботи: «Опинись у моїй шкірі», «Джекі» та «Марджорі Прайм». Леві приєдналася до проєкту після перегляду незакінченої частини стрічки. Ландес попросив Леві про «монументальну, але мінімальну» музику. Спочатку Леві створила короткі композиції зі свистами, за допомогою дуття у скляну пляшку, литаврів і звуків синтезатора, навколо них були побудовані подальші композиції. Різні звуки закріплювались за різними персонажами: пронизливий свист пляшки став «свистом влади», викликом появи Організації; свист, подібний до птахів, представляв зв'язок між дітьми-солдатами; литаври, що супроводжуються свистом для влади, представляють «тіньову силу, яка намагається контролювати групу здалеку». У фільмі музичний супровід використовується досить економно, займаючи лише 22 хвилини.

## Випуск
У січні 2019 року компанія Neon придбала американські права на розповсюдження фільму. У березні 2019 року Participant Media приєдналася до спільного розповсюдження у США.

## Сприйняття

### Критика
На сайті Rotten Tomatoes фільм має рейтинг 93 %, на основі 123 відгуків критиків із середньою оцінкою 8,1 / 10. У консенсусі зазначено: «Настільки блискучий, так і змістовний, „Монос“ кидає тривожний погляд на людську природу, чиї похмурі погляди залишають незабутнє враження». На Metacritic рейтинг стрічки 78 зі 100 на основі 27 оглядів критиків, що свідчить про «загалом сприятливі відгуки».

### Номінації та нагороди
| Нагороди та номінації фільму «Монос» | Нагороди та номінації фільму «Монос»                       | Нагороди та номінації фільму «Монос»                                     | Нагороди та номінації фільму «Монос» | Нагороди та номінації фільму «Монос» | Нагороди та номінації фільму «Монос» |
| Рік                                  | Кінофестиваль/кінопремія                                   | Категорія/нагорода                                                       | Номінант                             | Результат                            |                                      |
| ------------------------------------ | ---------------------------------------------------------- | ------------------------------------------------------------------------ | ------------------------------------ | ------------------------------------ | ------------------------------------ |
| 2019                                 | Art Film Fest                                              | «Блакитний Ангел»                                                        | Алехандро Ландес                     | Перемога                             |                                      |
| 2019                                 | Берлінський міжнародний кінофестиваль                      | «Тедді»                                                                  | Алехандро Ландес                     | Номінація                            |                                      |
| 2019                                 | Міжнародний кінофестиваль незалежного кіно в Буенос-Айресі | Найкраща музика                                                          | Міка Леві                            | Перемога                             |                                      |
| 2019                                 | Міжнародний кінофестиваль незалежного кіно в Буенос-Айресі | Найкращий фільм                                                          | Алехандро Ландес                     | Номінація                            |                                      |
| 2019                                 | Гентський міжнародний кінофестиваль                        | Найкраща музика                                                          | Міка Леві, Лена Ешкеназі             | Перемога                             |                                      |
| 2019                                 | Гентський міжнародний кінофестиваль                        | Найкращий фільм                                                          | Алехандро Ландес                     | Номінація                            |                                      |
| 2019                                 | Міжнародний кінофестиваль у Хайфі                          | Особлива згадка                                                          | Алехандро Ландес                     | Перемога                             |                                      |
| 2019                                 | Міжнародний кінофестиваль у Хайфі                          | Найкращий іноземний фільм                                                | Алехандро Ландес                     | Номінація                            |                                      |
| 2019                                 | Міжнародний кінофестиваль у Любляні                        | Приз ФІПРЕССІ                                                            | Алехандро Ландес                     | Перемога                             |                                      |
| 2019                                 | Міжнародний кінофестиваль у Любляні                        | «Рибалочка»                                                              | Алехандро Ландес                     | Номінація                            |                                      |
| 2019                                 | Лондонський кінофестиваль                                  | Найкращий фільм                                                          | Алехандро Ландес                     | Перемога                             |                                      |
| 2019                                 | Міжнародний кінофестиваль фантастичних фільмів у Невшателі | Найкращий європейський фантастичний фільм                                | Алехандро Ландес                     | Номінація                            |                                      |
| 2019                                 | Одеський міжнародний кінофестиваль                         | Найкращий режисер                                                        | Алехандро Ландес                     | Перемога                             |                                      |
| 2019                                 | Одеський міжнародний кінофестиваль                         | «Золотий Дюк»                                                            | Алехандро Ландес                     | Номінація                            |                                      |
| 2019                                 | Міжнародний кінофестиваль у Сан-Себастьяні                 | «Себастьян»                                                              | Алехандро Ландес                     | Перемога                             |                                      |
| 2019                                 | Міжнародний кінофестиваль у Сан-Себастьяні                 | «Горизонти»                                                              | Алехандро Ландес                     | Номінація                            |                                      |
| 2019                                 | Міжнародний кінофестиваль у Сантьяго                       | Найкращий режисер                                                        | Алехандро Ландес                     | Перемога                             |                                      |
| 2019                                 | Міжнародний кінофестиваль у Сантьяго                       | Гран-прі                                                                 | Алехандро Ландес                     | Номінація                            |                                      |
| 2019                                 | Стокгольмський міжнародний кінофестиваль                   | Бронзовий кінь: найкращий фільм                                          | Алехандро Ландес                     | Номінація                            |                                      |
| 2019                                 | «Санденс»                                                  | Спеціальна премія журі серед драматичних фільмів світового кінематографу | Алехандро Ландес                     | Перемога                             |                                      |
| 2019                                 | «Санденс»                                                  | Гран-прі                                                                 | Алехандро Ландес                     | Номінація                            |                                      |
| 2019                                 | Міжнародний кінофестиваль у Салоніках                      | «Золотий Александр»                                                      | Алехандро Ландес                     | Номінація                            |                                      |